# Maîtrise en sacrée théologie
La Maîtrise en sacrée théologie ou Sacrae Theologiae Magister (STM) est un titre honorifique décerné par l'Ordre des Dominicains.

## Description
L'idée est de distinguer le plus érudit au sein de l'ordre des prêcheurs.
Les conditions à remplir sont d'être recommandable par sa vie et sa prudence, d'avoir enseigné, à plein temps, pendant au moins dix ans à des étudiants d'un niveau maîtrise et d'avoir publié au moins un ouvrage faisant l’objet d’un compte rendu dans des revues internationales ainsi que plusieurs articles dans des revues universitaires disposant d'un comité de lecture.
Seul un frère ayant ces qualifications peut ensuite être nommé par le prieur provincial et le conseil de sa province.
Puis la nomination doit être approuvée par la commission intellectuelle du généralat au Saint-Siège. La décision finale est ensuite prise, après révision, par le maître de l'Ordre des dominicains et par son conseil.

## Historique
Les Dominicains sont le seul ordre à délivrer des diplômes propres. Mais ces titres ne concernent que les dominicains eux-mêmes.
Ce titre académique remonte au XIVe siècle. Le pape Benoît XI l'a créé en 1303 afin que l'Ordre dominicain puisse, de manière indépendante, enseigner la théologie, sans que le candidat doive être approuvé par la faculté de théologie d'une université. On peut relever que le pape Benoît XI, dont le pontificat n'a duré que neuf mois, était lui-même issu de l'ordre dominicain.
Autrefois, le maître en sacrée théologie siégeait au conseil de sa province et disposait d'un droit de vote particulier. Le caractère politique de ce privilège a pu amener la nomination de frères pour des raisons étrangères aux qualités académiques. Cependant, ont désormais été ajoutées les exigences de publications et les droits de vote ont été abolis par le Chapitre général dominicain de 1968.

## Rite
Le rite de remise est inchangé depuis le XVIIe siècle.
Le costume de la STM est une barrette noire à quatre nageoires, souvent garnie d'écarlate, et un anneau, qui peut être serti d'une pierre (une améthyste). Cet anneau se porte sur l'annulaire de la main gauche du candidat, pour éviter la confusion avec l'évêque (qui porte son anneau sur l'annulaire droit).
Le nouveau STM déclare : « comme vous avez appelé Sagesse votre amie et que vous êtes devenue une amoureuse de sa beauté, vous lui avez demandé de devenir votre épouse, Dieu la donne à vous comme épouse, pour qu'elle soit toujours avec vous et possède votre cœur ».
Le récipiendaire a le droit perpétuel au titre de très « révérend », qu'il écrit après sa STM.